# Mehmet Can Işık
Mehmet Can Işık (* 13. August 1993 in Bolu) ist ein türkischer Fußballspieler.

## Vereinskarriere
In der Saison 2012/13 wurde Mehmet Can Işık, unter Trainer Osman Nuri Işılar, das erste Mal in die 1. Mannschaft berufen. Sein Debüt als professioneller Fußballspieler gab Işık am 11. Mai 2013 im Ligaspiel gegen Gaziantep BB.
Für die Spielzeit 2013/14 wurde er an den Drittligisten İnegölspor ausgeliehen. Zum Saisonende kehrte er zu Boluspor zurück.
Für die Rückrunde der Saison 2015/16 wurde er an Turgutluspor ausgeliehen.